# Zalivski tok
Zalivski tok je največji morski tok na svetu. Svojo pot pričenja v Mehiškem zalivu, in potuje ob vzhodni obali ZDA proti Evropi. Povprečna širina toka je 70 kilometrov, potuje pa s hitrostjo 2 m/s. Količina vode, ki se transportira v zalivskem toku, je ogromna in znaša do 55 sverdrupov (1 sv = 1.000.000 m3/s), kar je 300-krat več od običajnega pretoka v reki Amazonki.